# Asociación de Fútbol Potosí
La Asociación de Fútbol Potosí (Associazione calcistica Potosí, abbreviato in AFP) è una federazione boliviana di calcio. Affiliata alla Federación Boliviana de Fútbol, sovrintende all'organizzazione del campionato dipartimentale di Potosí.

## Storia
Fu fondata il 26 luglio 1924, divenendo così la 6ª federazione dipartimentale boliviana. Le prime società dell'AFP a prendere parte al Torneo Nacional furono, nel 1971, Universitario e Wilstermann Unificada. L'Independiente Unificada fu poi la rappresentante di Potosí durante la Liga del Fútbol Profesional Boliviano 1977, prima edizione del campionato professionistico. La massima serie di Potosí è denominata Primera "A".

## Albo d'oro Primera "A"
Dal 1995
| Anno      | Campione             |
| --------- | -------------------- |
| 1995      | Real Potosí          |
| 1996      | Real Potosí          |
| 1997      | Real Potosí          |
| 1998-1999 | ?                    |
| 2000      | Municipal            |
| 2001      | Municipal            |
| 2002-2003 | ?                    |
| 2004      | Nacional Potosí      |
| 2005      | Universitario        |
| 2006      | Nacional Potosí      |
| 2007      | Nacional Potosí      |
| 2008      | Nacional Potosí      |
| 2009      | Stormers San Lorenzo |
| 2010      | Nacional Potosí      |